# Gottfried Bierstedt
Gottfried Nathan Christian Bierstedt (* 18. Juli 1853 in Klinken; † 16. Dezember 1924 in Berlin) war ein deutscher Jurist und Oberkirchenratspräsident in Schwerin.

## Leben
Gottfried Bierstedt wurde 1853 geboren als Sohn des Pastors Wilhelm Bierstedt in Klinken, einer Gemeinde im Amt Crivitz. Nach Besuch des Grossherzoglichen Friedrich-Franz-Gymnasiums in Parchim studierte er Rechtswissenschaft an den Universitäten in Leipzig und Rostock.
Bierstedts Berufsleben begann 1882 als Amtsassessor in Ribnitz, ab 1885 war er Amtsverwalter in Warin, ab 1889 Amtmann in Neustadt. 1892 wurde er Amtshauptmann und dirigierender Beamter im Amt Gadebusch-Rehna und nach 1900 bis zur Pensionierung 1919 war er Amtshauptmann in Lübz. 1920 wurde er als juristisches Mitglied in den Schweriner Oberkirchenrat berufen und war von Januar 1924 bis zu seinem Tod Oberkirchenratspräsident der Evangelischen Landeskirche Mecklenburgs in Schwerin als Amtsnachfolger des 1923 verstorbenen Adolf Giese.
Gottfried Bierstedt war seit 3. Januar 1882 verheiratet mit Hedwig Weihl (* 2. November 1855), der Tochter des Landmanns Carl Weihl aus Granzin bei Lübz. Die Familie hatte drei Töchter. Bierstedt verstarb 1924 auf einer Reise in Berlin an einem Schlaganfall.